# Bill Sage
Bill Sage est un acteur américain né le 3 avril 1962 à New York.

## Filmographie

### Cinéma
- 1989 : L'Incroyable Vérité : Gus
- 1989 : Sidewalk Stories : un homme
- 1990 : Trust Me : John Bill
- 1991 : Theory of Achievement
- 1992 : Ambition
- 1992 : La Loi de la gravité
- 1992 : Simple Men : Dennis McCabe
- 1993 : Rift : Tom
- 1993 : Flirt : Bill
- 1994 : Babylon: La paura è la migliore amica dell'uomo : Charles Forrester
- 1994 : A Counter Fancy : Thermos Man
- 1995 : La Famille Perez : Steve Steverino
- 1995 : Affair Play : Mickey Davis
- 1995 : Flirt : Bill
- 1995 : Two Plus One : Mark
- 1996 : I Shot Andy Warhol : Tom Baker
- 1996 : La Fille d'en face : Dick
- 1996 : Le Dortoir des garçons : Officier Bill Martone
- 1997 : Cost of Living : Converse
- 1998 : Too Tired to Die : le soldat blanc
- 1998 : High Art : Arnie
- 1998 : Chainsmoker : Officier Yuppie
- 1998 : Somewhere in the City : Justin
- 1999 : Roberta : Philip
- 1999 : Révélations : le jeune interne intense
- 2000 : American Psycho : David Van Patten
- 2000 : Urbania : Chuck
- 2000 : Double Parked : Karl Severson
- 2000 : Les Initiés : l'agent du FBI David Drew
- 2001 : Mourning Glory : Michael Fanelli
- 2001 : No Such Thing : Carlo
- 2001 : Stray Dogs : Myers Carter
- 2001 : Glitter : le père de Billie
- 2001 : On the Borderline : Dean
- 2001 : My Best Friend's Wife : Chuck
- 2002 : Desert Saints : Agent Davis
- 2002 : EvenHand : Officier Ted Morning
- 2002 : Fort Earth Below : Phillip
- 2003 : Péché immortel : Cal Brody
- 2004 : Mysterious Skin : Coach
- 2005 : The Girl from Monday : Jack
- 2005 : Shooting Vegetarians : le procureur
- 2006 : Heavens Fall : Thomas Knight, Jr.
- 2006 : The Handyman : Caleb Tucker
- 2007 : Blue Blood : Davis Meyers
- 2007 : One Night : Larry
- 2008 : Tennessee : Roy
- 2008 : Nuits blanches à New York : Robert Cameron
- 2009 : Precious : M. Wicher
- 2009 : Handsome Harry : Pauley
- 2009 : Off Season : un homme
- 2009 : Stanley : Stanley
- 2010 : The Scientist : Dr Marcus Ryan
- 2010 : Boy Wonder : Terry Donovan
- 2011 : The Green : Leo
- 2011 : Sweet Little Lies : Roach
- 2012 : Electrick Children : Tim
- 2012 : Surviving Family : Jerry Malone
- 2012 : Bad Parents : Dan
- 2013 : We Are What We Are : Frank Parker
- 2013 : Blumenthal : l'intervieweur
- 2014 : Juillet de sang : le présentateur du baseball
- 2014 : Every Secret Thing : Dave Fuller
- 2014 : Ascent to Hell : M. Browning
- 2014 : Shockwave: Darkside : Dalton
- 2014 : Ned Rifle : Bud
- 2014 : Born to Race: Fast Track : Frank
- 2015 : The Boy : Shérif Deacon Whit
- 2015 : The Taking of Ezra Bodine : Dean
- 2015 : The Preppie Connection : Mike Hammel
- 2015 : The Sphere and the Labyrinth : Andrew
- 2016 : AWOL : Roy
- 2016 : Carbon Canyon : Ben Loris
- 2016 : Fender Bender : le conducteur
- 2016 : Delinquent : Rich
- 2016 : Traquées : Bob Patrice
- 2016 : Welcome to Willits : Brock
- 2016 : RAW : Ritchie
- 2017 : All Summers End : M. Turner
- 2017 : The Price : John Kocher
- 2018 : After Everything : Paul
- 2018 : The Big Take : Jack Girardi
- 2019 : The Wave : Jonas
- 2020 : Straight Flush : Claude Eatherly
- 2020 : The Dinner Party : Carmine
- 2020 : The Pale Doctor : Dodd
- 2020 : The Catch : Tom McManus
- 2021 : Détour mortel : La Fondation : Venable
- 2021 : Payback : Randy
- 2021 : April Showers : un homme
- 2022 : Edward : Edward Williams
- 2023 : The Unheard : le père
- 2023 : Hayseed : Leo Hobbins

### Télévision
- 1997 : Jagd nach CM 24 : Jacob Hofstetter
- 1998 : Sex and the City : Kurt Harrington (1 épisode)
- 1998 : Melrose Place : Drew Mackenzie (1 épisode)
- 1999 : Strange World (1 épisode)
- 2000 : The Street (1 épisode)
- 2002 : Les Experts : Frank McBride (1 épisode)
- 2003 : FBI : Opérations secrètes : Roger DuGay (1 épisode)
- 2004 : New York 911 : Orland (2 épisodes)
- 2004-2010 : New York, section criminelle : Forrest Caruso et Tommy Callahan (2 épisodes)
- 2005 : Les Experts : Miami : Brad Manning (1 épisode)
- 2006 : Numbers : Scott Winnard (1 épisode)
- 2008 : Cashmere Mafia : Bobby Walsh (2 épisodes)
- 2008 : NCIS : Enquêtes spéciales : Reed Talbot (1 épisode)
- 2009 : New York, police judiciaire : Kevin Morton (1 épisode)
- 2010-2011 : Nurse Jackie : Bill et le priseur (7 épisodes)
- 2011 : Boardwalk Empire : Solomon et George Bishop (4 épisodes)
- 2012 : Person of Interest : Reddy (1 épisode)
- 2013 : FBI : Duo très spécial : Andrew Dawson (2 épisodes)
- 2014 : New York, unité spéciale : Bobby Masconi (1 épisode)
- 2014 : Elementary : Jake Picardo (1 épisode)
- 2016 : Hap and Leonard : Howard (6 épisodes)
- 2017 : Orange Is the New Black : Gouverneur Hutchinson (3 épisodes)
- 2017-2018 : Power : Sammy (10 épisodes)
- 2019 : Reprisal : Jukes (4 épisodes)
- 2021 : Magnum : Elliot Hamler (1 épisode)
- 2021 : The Good Fight : Joey Battle (1 épisode)
- 2022 : Bull : Thomas Krenell (1 épisode)